# Wołkowszczyzna (rejon solecznicki)
Wołkowszczyzna (lit. Vilkiškės) − wieś na Litwie, w okręgu wileńskim, w rejonie solecznickim, w gminie Dziewieniszki, 3 km na południowy wschód od Dziewieniszek, zamieszkana przez 8 ludzi.

## Historia
W czasach zaborów okolica w okręgu wiejskim Szudojnie, w gminie Dziewieniszki, w powiecie oszmiańskim, w guberni wileńskiej Imperium Rosyjskiego. W 1866 liczyła 45 mieszkańców w 7 domach, należała do dóbr skarbowych Dziewieniszki. W 1905 roku liczyła 59 mieszkańców.
W latach 1921–1945 okolica leżała w Polsce, w województwie wileńskim, w powiecie oszmiańskim, w gminie Dziewieniszki.
W 1931 w 10 domach zamieszkiwały 64 osoby.
Wierni należeli do parafii rzymskokatolickiej w Dziewieniszkach. Miejscowość podlegała pod Sąd Grodzki w Holszanach i Okręgowy w Wilnie; właściwy urząd pocztowy mieścił się w Dziewieniszkach.